# こども夢の王国
こども夢の王国（こどもゆめのおうこく）は、毎年ゴールデンウィークに西武ドームで開かれていた東映アニメーションキャラクターショー。

## 概要
- 「こども夢の王国」は、1999年から2003年まで開催された「こどもまんが大博覧会」をタイトル、内容を大幅に見直し2004年より開催されている恒例のイベントである。2007年は2日間で48000人以上の動員を記録し、会場内はこども達の笑顔とはしゃぎ声が途切れることないゴールデンウィークのファミリーイベントに成長した。
- 2006年から『KIRIN フェスティバル こども夢の王国 テレビの人気者とドームであそぼう!』、2007年は『こども夢の王国 昭和の街がやってきた!』、2008年は『こども夢の王国 ファミリーわくわくスタジアム』の名称で開催された。

## これまで開催したイベント

### 2007年
- 主な参加キャラクター
  - 仮面ライダー電王（『仮面ライダー電王』）
  - キュアドリーム、キュアルージュ、キュアレモネード、キュアミント、キュアアクア（『Yes!プリキュア5』及び『プリキュアKids』）
  - 鬼太郎、目玉おやじ、ねこ娘、ねずみ男、砂かけ婆、子泣き爺（『ゲゲゲの鬼太郎』）

- 過去から参加していたキャラクター
  - どれみ、はづき、あいこ、おんぷ、ももこ、ハナちゃん（『おジャ魔女どれみシリーズ）
  - ナージャ（『明日のナージャ』）
  - キュアブラック、キュアホワイト、シャイニールミナス（『ふたりはプリキュア～Max Heart』）
  - キュアブルーム、キュアイーグレット（『ふたりはプリキュア Splash Star』）
  - マサル、トーマ、アグモン、ガオモン（『デジモンセイバーズ』）

### 2008年
- 主な参加キャラクター
  - 仮面ライダーキバ（『仮面ライダーキバ』）
  - キュアドリーム、キュアルージュ、キュアレモネード、キュアミント、キュアアクア（『Yes!プリキュア5GoGo!』及び『プリキュアKids』）
  - 鬼太郎、目玉おやじ、ねこ娘、ねずみ男、砂かけ婆、子泣き爺（『ゲゲゲの鬼太郎』）

- 過去から参加していたキャラクター
  - どれみ、はづき、あいこ、おんぷ、ももこ、ハナちゃん（『おジャ魔女どれみシリーズ』）
  - ナージャ（『明日のナージャ』）
  - キュアブラック、キュアホワイト、シャイニールミナス（『ふたりはプリキュア』～Max Heart）
  - マサル、トーマ、アグモン、ガオモン（『デジモンセイバーズ』）
  - 大輔、ブイモン（『デジモンアドベンチャー02』）